# Fūrinkazan
Fūrinkazan (風林火山 lit. «viento, bosque, fuego y montaña»?) fue un estandarte de guerra utilizado por el daimyō del período Sengoku Takeda Shingen. 

Fūrinkazan.

Los kanjis hacen alusión al capítulo siete de El arte de la guerra de Sun Tzu:

«Rápido como el viento,
silencioso como el bosque,
rudo y devastador como el fuego,
inmóvil como una montaña»